# ارين بي. ديفيس
ارين بي. ديفيس (بالإنجليزية: Warren B. Davis)‏ هو رسام أمريكي، ولد في 1865 في نيويورك في الولايات المتحدة، وتوفي في 26 سبتمبر 1928 في بروكلين في الولايات المتحدة.